# Salzburger Bauernkalender
Der Salzburger Bauernkalender ist ein seit dem Jahr 1909 im Verlag Anton Pustet in Salzburg erscheinender, in Form eines Jahrbuchs bzw. Almanachs gestalteter Kalender. Es handelt sich nicht um einen Bauernkalender im engeren Sinn, sondern der Name rührt vom ursprünglichen Herausgeber, dem Salzburger Bauernbund.

## Geschichte
Als Vorläufer des Salzburger Bauernkalenders gilt das „Jahrbuch zu Nutz und Lehr für Jedermann“, 1902 bis 1908. Ab 1909 bis 1938 hieß er „Salzburger Bauernbund-Kalender“. Während des Zweiten Weltkriegs erschien er nicht, ab 1946 als „Salzburger Bauernkalender“. In den Jahren vor dem Zweiten Weltkrieg zählten Karl Adrian, Franz Martin, Franz Braumann, Tobias Reiser d. Ä. und Karl Heinrich Waggerl zu den Autoren.

## Erscheinungsbild
Das Titelblatt wurde seit 1913 durch Franz Kulstrunk gestaltet. 1946 schuf Max von Poosch das Titelblatt und dieses wurde bis 1988 unverändert verwendet: Eine auf einem Pflug sitzende Bäurin mit einem Baby im Arm, rechts ein Samen ausstreuender Bauer, in der Mitte ein Wegkreuz mit Kruzifix, im Hintergrund schneebedeckte Berge. Seither wird diese Illustration als Frontispiz schwarzweiß abgedruckt.
Das markante Kalendarium wurde 1933 von Wilhelm Kaufmann als Holzschnitte gestaltet und wird seither unverändert alljährlich abgedruckt. Zu jedem Monat gibt es eine Doppelseite, die mit den gebräuchlichen altrömischen Monatsnamen und den durch den Deutschen Sprachverein in den 1920er-Jahren erfundenen Namen übertitelt ist. Darüber finden sich links Szenen aus dem Leben Jesu, rechts Szenen aus Brauchtum und landwirtschaftlichem Arbeitsalltag. Auf beiden Seiten des eigentlichen Kalendariums sind diverse Heilige dieses Monats wiedergegeben.
- Jänner – Hartung: Anbetung der Könige, Sternsinger, Holzbringung mit Hornschlitten
- Februar – Hornung: Darstellung des Herrn, Dienstbotenwechsel (an Mariä Lichtmess = Darstellung des Herrn), Aperschnalzen, „Maschkera“ (Kostümierte)
- März – Lenzmond: Josef als Zimmermann, pflügender Bauer, Palmbuschenbinden
- April – Ostermond: Die Erscheinung des Auferstandenen, Georgiritt, säender Bauer
- Mai –  Wonnemond: Christi Himmelfahrt, Maiandacht, Maibaum, vor Bienenstöcken sitzendes Paar
- Juni – Brachmond: Taufe Jesu, Pfingsten, Petrus und Paulus, Sonnwendfeuer, Prangerstutzenschützen, Fronleichnamsprozession mit Prangstangen
- Juli – Neumond: Mariä Heimsuchung, Ernte: Frauen schneiden mit Sicheln Getreide, ein Mann trägt einen Strohballen, in der Mitte ein Kreuz mit 3 Querbalken, dieses ist signiert mit „WK 1932“
- August – Erntemond: Die Krönung Mariens (Mariä Himmelfahrt, 16.8.), Frauen und ein Mädchen am Weg zur Kräuterweihe, ein Flöte spielender Schafhirte, ein Enzianwurzeln schneidender Mann (für Enzianschnaps)
- September – Herbstmond: links Ruinen von Juvavum, darüber Silhouette der Stadt Salzburg, die Landespatrone Rupert und Erentrudis, die Heiligen Gislar und Chuniald (die Begleiter des Rupert), Obsternte, Almabtrieb
- Oktober – Weinmond: Christus auf dem Thron (Offenbarung 21), flankiert von den Evangelistensymbolen, Wallfahrt nach Maria Plain,  ein Marterl (signiert mit „WK 1932“), Kirtag (Verkaufsstand, Blasmusik, Tanzende)
- November – Nebelmond: Das jüngste Gericht (Gnadenstuhl), Gräberbesuch zu Allerheiligen, Bauern bringen Getreide zu einer Wassermühle
- Dezember – Christmond: Die Verkündigung an die Hirten, bäuerliche Weihnachtsfeier, Gang zur Mette

## Inhalt
Neben dem Kalendarium sind die Patrozinien im Land Salzburg, diverse Kalenderdaten, die „Mondscheibe“ und die gesetzlichen Feiertage angegeben.
Im Anhang finden sich eine Kubiktafel für Rundhölzer, ein Trächtigkeitskalender, wichtige Internetadressen, ein Viehmarktkalender, Messe- und Ausstellungstermine, eine Übersicht der Bediensteten des Amts der Salzburger Landesregierung, der Abgeordneten zum Salzburger Landtag, die Obmannschaft des Salzburger Bauernbundes, die Bediensteten der Kammer für Land- und Forstwirtschaft des Landes Salzburg.
Im großen Mittelteil finden sich bebilderte Artikel zum bäuerlichen Leben, zu Natur und Umwelt, zu Tradition und Geschichte.
In vielen Ausgaben gab es ein Preisrätsel. Dieses war meist als Rebus gestaltet. Kein Rätsel gab es in den Ausgaben von 1946, 1974, 1978 bis 1985. 2014 bis 2022 gab es ein Rätsel, jedoch musste man hier das Buch genau lesen und Fragen beantworten. Im Kalender von 2023 ist wieder ein Preisrätsel in Form eines Rebus enthalten.

## Titelbild und Schwerpunktthema
2023: Huhn in Hand gehalten, ISBN 978-3-7025-1068-8
2022: Sonnenblume vor dem Gesicht eines Mädchens
2021: Felsinsel im Hintersee, Ramsau bei Berchtesgaden
2020: Kräuterbüscherl
2019: Pinzgauer Zaun vor der Mandlwand (Hochkönig); „Im Einklang mit der Natur“
2018: Wallfahrtskirche Maria Alm; „Freude schöner Götterfunken“
2017: Filialkirche hl. Nikolaus in Torren; „Zeit zum Innehalten“
2016: Linde; „stark verwurzelt, weit verzweigt“
2015: junger Mann mit einem Laptop sitzt auf einem Strohballen; „Vorausschauen und Zurückblicken“
2014: Zeichnung eines Buben in Tracht (um 1900); „Auf da Alm – Im Himmel auf Erden“
2013: alter Mann küsst alte Frau auf die Wange; „Vorbilder, Wegbereiter, Originale“
2012: 3 Buben mit Hut und Lederhose; „Miteinander auskommen“
2011: Erdkröte; „Wetter, Sturz & Kapriolen“
2010: junge Frau in Lederhose beim Melken einer Kuh; „Bäuerinnen“
2009: fünfköpfige Familie; „Jubiläumsausgabe“
2008: in der Natur stehendes Kunstwerk in Form eines aus Blech geschnittenen Dämons; „Klimazeugen“
2006: junges Paar in Schneelandschaft; „Verliebt, verlobt, verheiratet“
2004: mit 4 Gängen gedeckter Tisch; „Essen Sie gut“
2003: Schafe an einem Bergsee; „Mitgeschöpf Tier“
1998: 4 Frauen beim Heuen; „Geniale Lebensmittel“
1996: Sonnenuhr im Kloster St. Peter; „Wirtschaft im Kreislauf der Natur“
1994: 6 Frauen in Pongauer Tracht; „Dorfkultur“
1991: Die Gaue „Ausser Gebirg“ und „Inner Gebirg“
1990: Fronleichnamsprozession

## Chefredakteure
- Franz Forstner
- Franz Calliari 1966–1968
- Alfred Adrowitzer 1969–1983 (Chefredakteur der Salzburger Volkszeitung 1957–1968)
- Ferdinand Ahr, Hans Karl, Helmut Mödlhammer
- Bertl Göttl (Herausgeber), Max Faistauer („Kalendermann“) 1994–2003
- Doraja Eberle 2004–2009
- Gertraud Steiner 2010–2020
- Beatrix Binder seit 2021